# Воинов, Иван Ефимович
Иван Ефимович Воинов (1921, Бараново, Орловская губерния — 19 января 1944, Софиевский район, Днепропетровская область) — участник Великой Отечественной войны, сапёр 269-го отдельного инженерного батальона (12-я армия, Юго-Западный фронт), рядовой. Герой Советского Союза (1944).

## Биография
Родился в 1921 году в селе Бараново (ныне — Ливенского района Орловской области) в семье крестьянина. Русский.
Образование начальное. Работал в колхозе.
В Красной армии с 1942 года, с этого же года — на фронте Великой Отечественной войны.
Сапёр 269-го отдельного инженерного батальона комсомолец рядовой Иван Воинов одним из первых 26 сентября 1943 года преодолел Днепр в районе села Петро-Свистуново (севернее Запорожья). В ходе боя заменил выбывшего из строя командира отделения и стойко удерживал плацдарм.
Погиб в бою 19 января 1944 года у посёлка Софиевка под Кривым Рогом (Днепропетровская область), где и похоронен.

## Награды
- Медаль «Золотая Звезда» (19 марта 1944);
- Орден Ленина (19 марта 1944);
- Орден Отечественной войны 2-й степени (15 октября 1943);
- Медаль «За отвагу» (8 октября 1943).